# Åge Andersen Thott
 Der er flere personer med dette navn, se Åge Thott.
Åge Andersen Thott (død 1520 på Dronningholm) var en dansk rigsråd.
Han skrev sig oftest af Dronningholm, et forsvundet kongeligt slot i nærheden af Frederiksværk, som han de sidste 18 år af sit liv havde i forlening.
Han var søn af Anders Stigsen til Næs og dennes første hustru, Karen Jepsdatter Rosensparre. Han fik en forholdsvis lærd opdragelse, forudsat at han er den Aqvinus Andreæ, der 1470 blev immatrikuleret ved Greifswald Universitet og 1480 promoveret i Rostock.
I 1500 var han høvedsmand på Helsingborg, i 1501 på Jungshoved og derefter på Dronningholm. I mange år og lige til sin død havde han desuden Froste Herred i pant af kronen. I 1512 var han rigsråd, og samme år stiftede han alter og sjælemesser i Æbelholt Kloster til fordel for sin året før afdøde hustru, Dorthe Olufsdatter Bonde fra Lolland. Kort efter, formodentlig ved Christian 2.’s kroning, fik han ridderslaget, og endelig beklædte han, senest fra 1513, stillingen som arkelimester.
Han levede endnu 18. marts 1520, men døde inden årets udgang på Dronningholm.